# Eupithecia panda
Eupithecia panda är en fjärilsart som beskrevs av Druce 1893. Eupithecia panda ingår i släktet Eupithecia och familjen mätare. Inga underarter finns listade i Catalogue of Life.